# Canal de Huningue
Het Canal de Huningue is een kanaal in het noordoosten van Frankrijk. 
Oorspronkelijk werd het kanaal gegraven om het Canal du Rhône au Rhin tussen Mulhouse en Straatsburg te voeden met water uit de Rijn. Al snel werd het kanaal echter verbreed, zodat er voor de scheepvaart vanuit Mulhouse een directe verbinding naar de Rijn ontstond. Bij de opening van het Grand Canal d'Alsace werd, ter hoogte van Niffer, een korte doorsteek gemaakt naar dit nieuwe kanaal waardoor het hiervan zuidelijk gelegen deel van het Canal de Huningue zijn betekenis voor de scheepvaart verloor en gedeklasseerd werd. Het noordelijke deel (Mulhouse tot Niffer) wordt vanaf dan gerekend tot het Canal du Rhône au Rhin. 
Vanuit Niffer kan nu nog enkel de jachthaven van Kembs, ongeveer één kilometer verder bereikt worden. Te Huningue, vlak bij de vroegere monding in de Rijn, werd de bedding van het kanaal ondertussen deels omgebouwd tot een wildwaterbaan.